# Новокраюшкино
Новокраю́шкино (рос. Новокраюшкино) — село у складі Первомайського району Алтайського краю, Росія. Входить до складу Сєверної сільської ради.

## Населення
Населення — 354 особи (2010; 389 у 2002).
Національний склад (станом на 2002 рік):
- росіяни — 93 %